# San Jorge (políptico de 1472)
San Jorge es una pintura al temple y oro sobre tabla de 95 x 33 cm, de Carlo Crivelli, datada en 1472 y conservada en el Museo Metropolitano de Arte de Nueva York. Formaba parte del Políptico de 1472.

## Historia
El políptico, probablemente en origen en la iglesia de Santo Domingo de Fermo, fue desmembrado poco antes de 1834, y los paneles dispersados en el mercado anticuario. San Jorge, junto con el Santo Domingo, estuvo en la colección del cardenal Fesch en Roma hasta 1840, encontrándose en 1863 en la colección londinense del reverendo Walter Davenport-Bromley. Posteriormente pasó a Lady Ashburton y en 1905 fue adquirido por el museo neoyorquino.

## Descripción y estilo
Sobre un fondo dorado elegantemente trabajado como un damasco, san Jorge es representado en una pose orgullosa, portando una armadura suntuosamente decorada y con el dragón tras sus pies. Unificado a los otros paneles centrales por el mismo fondo y suelo de mármol, aparece sin embargo aislado de los otros santos y de la misma Madonna, al extremo derecho y girado en la misma dirección, es decir hacia el exterior en lugar de hacia la Madonna del centro. Probablemente, el artista quería remarcar su originalidad creativa que lo llevaba a representar a cada personaje distinto de los otros, y caracterizado intensamente. Jorge aparece como un joven apuesto que, con un elegante contraposto, se apoya en la lanza rota (la punta está atravesando la cabeza del dragón) y la otra mano al costado. Los rizos rubios de su melena corta están tratados uno a uno con un borde oscuro, con la paciencia del cincelador, lo que provoca un efecto antinatural y metálico, lejos de la suavidad de las cabelleras de las cabezas leoninas que adornan las hombreras, que al contrario, siendo de metal, deberían aparecer rígidas y brillantes. Es ejemplo de un efecto intencionadamente irreal, que da a la figura un tono mágico y de cuento de hadas.
La riquísima armadura a la antigua, con profusión de púas y relieves, recuerda a modelos florentinos contemporáneos, que quizás el artista vio circular en el ambiente paduano.
Rostro y manos tienen una intensa carga expresiva a pesar de la actitud relajada: esto se debe a la minuciosa investigación naturalista del artista, cuidando de mostrar toda variación en la epidermis así como debajo el trazado de huesos, tendones y venas pulsantes. Este característico hiperrealismo, derivado principalmente del estudio de Donatello, se une a una atención del todo análoga y paralela hacia el aparato decorativo, constituyendo una curiosa combinación, el núcleo de su poética, muy original en el panorama italiano de la época.